# Ellingstedt
Ellingstedt (en danois: Ellingsted) est une municipalité allemande située dans le land du Schleswig-Holstein et dans l'arrondissement de Schleswig-Flensbourg. En 2015, sa population est de 781 habitants.